# Kongsøre Skov
Kongsøre Skov är en skog i Danmark. Den ligger i Region Själland, i den östra delen av landet. Kongsøre Skov ligger på ön Sjælland. Öster om skogen ligger Isefjorden och på västra sidan jordbruksmark.